# Balto
(Testo riportato sotto la statua di Balto)

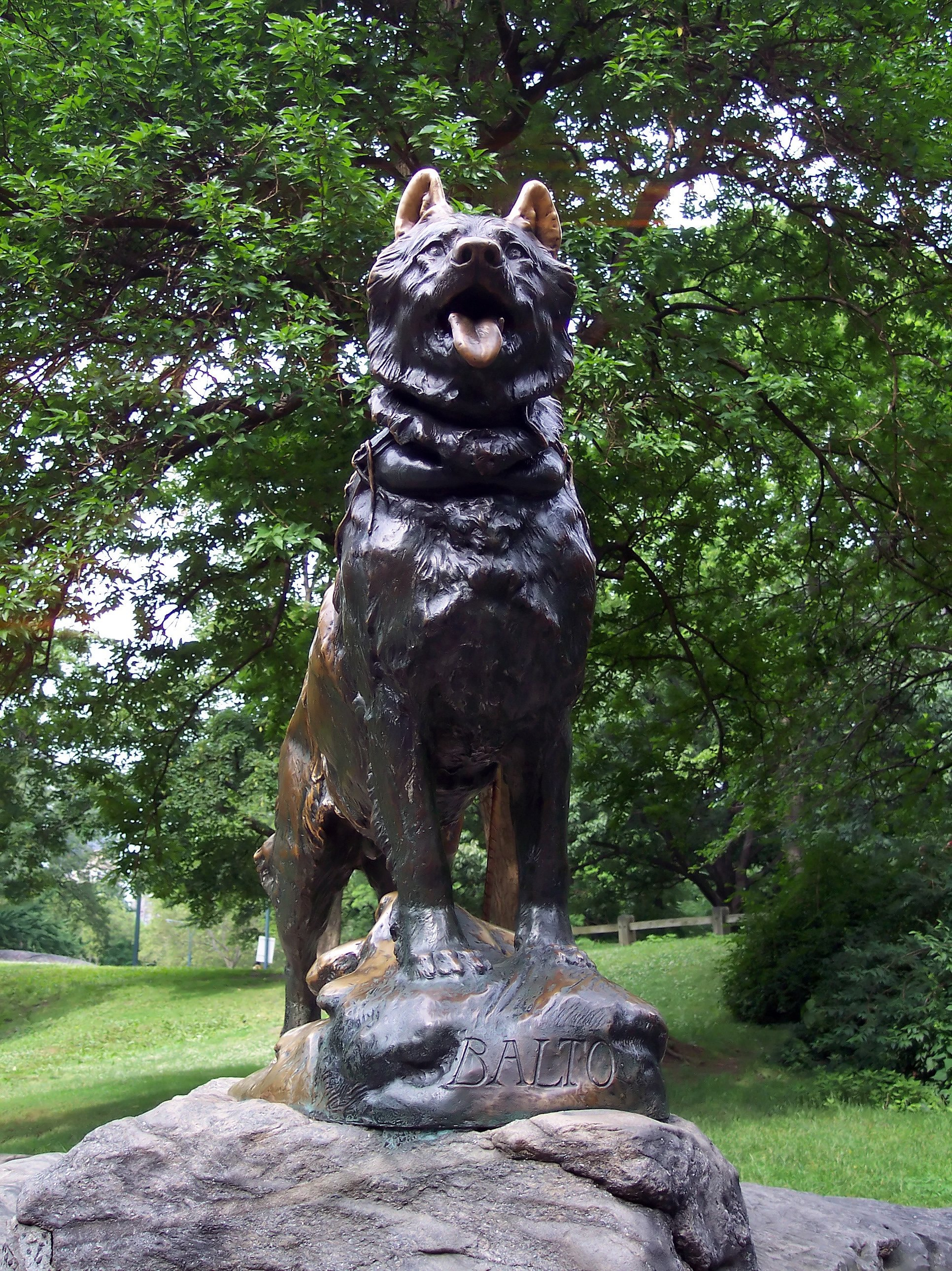
La statua di Balto in Central Park, New York.

Balto (Nome, 9 luglio 1919 - Cleveland, 14 marzo 1933) è stato un cane da slitta di proprietà del norvegese Leonhard Seppala. Nel 1925, durante l'attacco di difterite che colpì la città di Nome, in Alaska, Balto trainò la slitta che trasportava l'antitossina nell'ultimo tratto del percorso per portarla in città.

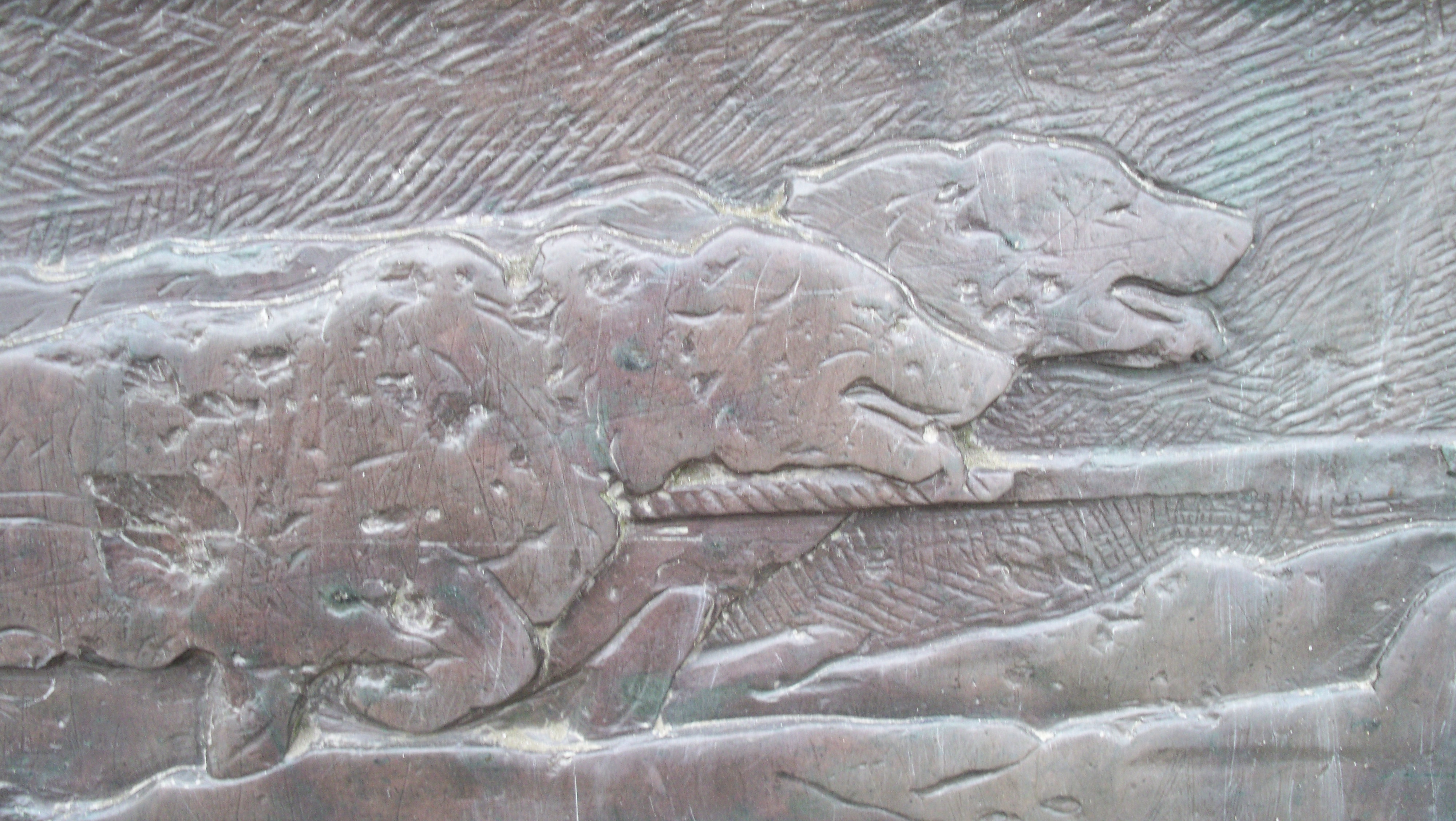
Dettaglio della placca della statua di Balto

Sulle sue vicende è stato realizzato, nel 1995, un film d'animazione omonimo diretto da Simon Wells e prodotto da Steven Spielberg, che riprende in parte la storia e dove viene ritratto come un ibrido di lupo. Altra trasposizione cinematografica che riprende le sue vicende è il film, del 2020, Balto e Togo - La leggenda, diretto da Brian Presley.

## Lo scoppio dell'epidemia
Il 19 gennaio 1925, a Nome, in Alaska, era scoppiata una violenta epidemia di difterite, senza che ci fosse l'antitossina necessaria per curare tutti i nuovi casi (la scorta, datata 1918, era finita l'estate precedente e la richiesta di nuove unità non arrivò a Juneau a causa della chiusura del porto per ghiaccio). Il primo caso di difterite si ebbe con un bambino inuit di due anni, a Holy Cross; il dottor Curtis Welch (il medico locale, assistito da quattro infermiere) diagnosticò una tonsillite, perché nessuno dei familiari aveva sintomi della difterite. Il bambino morì la mattina seguente e da lì molti altri casi di "tonsillite" si verificarono; il fatto che la madre del primo bambino malato non avesse autorizzato l'autopsia rese l'epidemia ancora più grave. 
Il primo caso ufficiale di difterite si ebbe il 20 gennaio con Bill Barnett. Il giorno dopo si ammalò anche una bambina di 7 anni (Bessie Stanley), che morì il giorno successivo, e così via. A questo punto, grazie a un consiglio di emergenza convocato da Welch, Nome fu messa in quarantena e fu ordinato urgentemente un milione di unità di antitossina. La scorta più vicina (trecentomila unità, che pesavano in tutto circa nove chili) si trovava ad Anchorage, che distava più di 1700 chilometri e non era direttamente collegata a Nome, ma una ferrovia arrivava solo fino a Nenana, a quasi mille chilometri da Nome. Il maltempo non permetteva agli aerei di alzarsi in volo e gli iceberg non permettevano alle navi di attraccare.

## La corsa del siero
Per risolvere il problema si scelse di usare il metodo che da sempre era utilizzato per trasportare la posta: i cani da slitta. Venne così organizzata una staffetta di venti mute di cani da slitta che si assunsero il compito di trasportare l'antitossina da Nenana a Nome, distanti 600 miglia: partì un certo Edgar Bill Shannon, che fece 52 miglia fino a Tolovana, dove una squadra fresca comandata da Edgar Kalland prese l'antitossina e la portò fino a Manley, che percorse 31 miglia; toccò poi a Green con 28 miglia fino al lago Fish, dove trovò Johnny Folger che fece altri 26 miglia fino a raggiungere Sam Joseph che incontrò Titus Nikotai dopo 34 miglia. Nikotai fece 24 miglia, poi Dave Corning con 30 miglia, poi Hewnry Pitka sempre con 30, McCarty 28, Edgar Noller 24, George Noller (il fratello) 30, Tommy Patsy 36, il nativo americano Koyokuk 40, Victor Anagick 34, Myles Gonagnan 40. 
Fu poi il turno di Leonhard Seppala, il guidatore più abile dell'Alaska, che con il suo cane Togo (leader di Seppala da ben sette anni), il più veloce della zona, fece 91 miglia da solo, anche se ne avrebbe dovuto fare molte di più (150) se non avesse tagliato attraverso la pianura Norton, dove il ghiaccio era particolarmente sottile. Continuò Charlie Olson, con 25 miglia, e poi fu la volta di Gunnar Kaasen, che trasportò l'antitossina per le restanti 53 miglia con l'altro cane di Leonhard Seppala, che il proprietario considerava buono solo per portare la posta per brevi tratti: Balto, che arrivò in città il 2 febbraio. L'antitossina aveva percorso 674 miglia in circa 127 ore e mezzo (poco più di cinque giorni) con una temperatura media di 40 gradi sotto zero (arrivò infatti congelata); i normali corrieri lo facevano in 25 giorni.

## Dopo la corsa

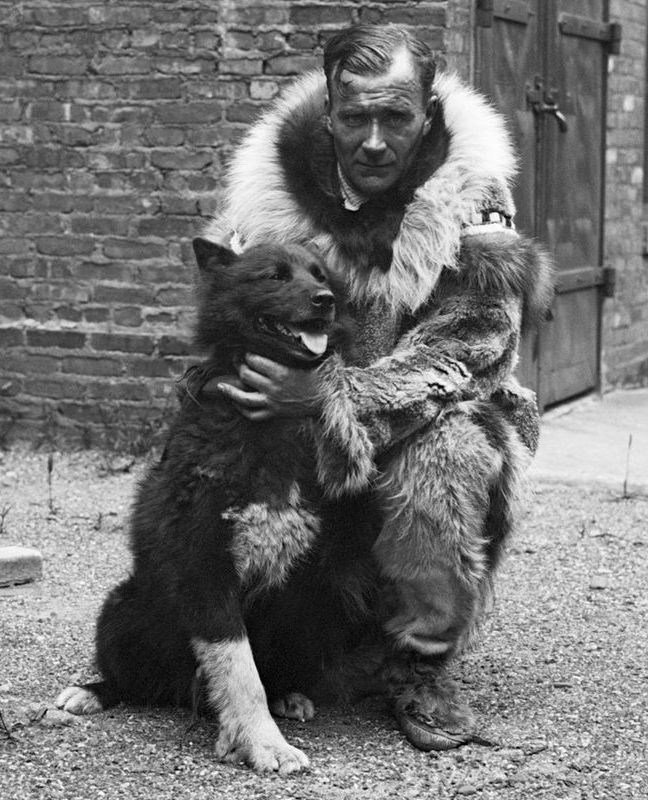
Balto con Gunnar Kaasen nel 1925.

Balto, essendo il cane che completò la corsa a Nome, divenne così famoso e onorato con un cortometraggio girato nello stesso anno (Balto's race to Nome, 1925, 30' circa) e con una statua nel Central Park di New York (1927, di Frederick George Roth, noto scultore di animali dell'epoca). 
Balto e Kaasen fecero anche un giro negli Stati Uniti d'America, dove furono elogiati da tutti. Seppala, sapendo che erano stati lui e Togo a fare la parte più impegnativa, riuscì ad ottenere un riconoscimento ufficiale (grazie anche all'amico Roald Amundsen, famoso esploratore artico) e si diresse con il suo cane Togo a fare lo stesso giro di Kaasen, mentre quest'ultimo tornò in Alaska dopo aver venduto tutti gli otto cani.

## La morte
Balto successivamente fu acquistato insieme alla sua muta per esibirsi in uno spettacolo circense. Un tale George Kimble, un commerciante di Cleveland, notò i cani in pessime condizioni e organizzò quindi una raccolta di beneficenza attraverso la radio e riuscì a trovare i soldi entro il tempo limite raccogliendoli nelle scuole per poter comprare gli animali. Kimble li portò quindi nello zoo di Brookside a Cleveland, curati dal dottor Powell. Cieco, sordo e artritico Balto si è trascinato fino all'età di 14 anni, morendo il 14 marzo 1933; Togo morì a 16 anni.
Il corpo di Balto fu imbalsamato e si trova nel Museo di Storia Naturale a Cleveland; il corpo imbalsamato di Togo è invece nel Museo di Storia Naturale di Wasilla in Alaska.

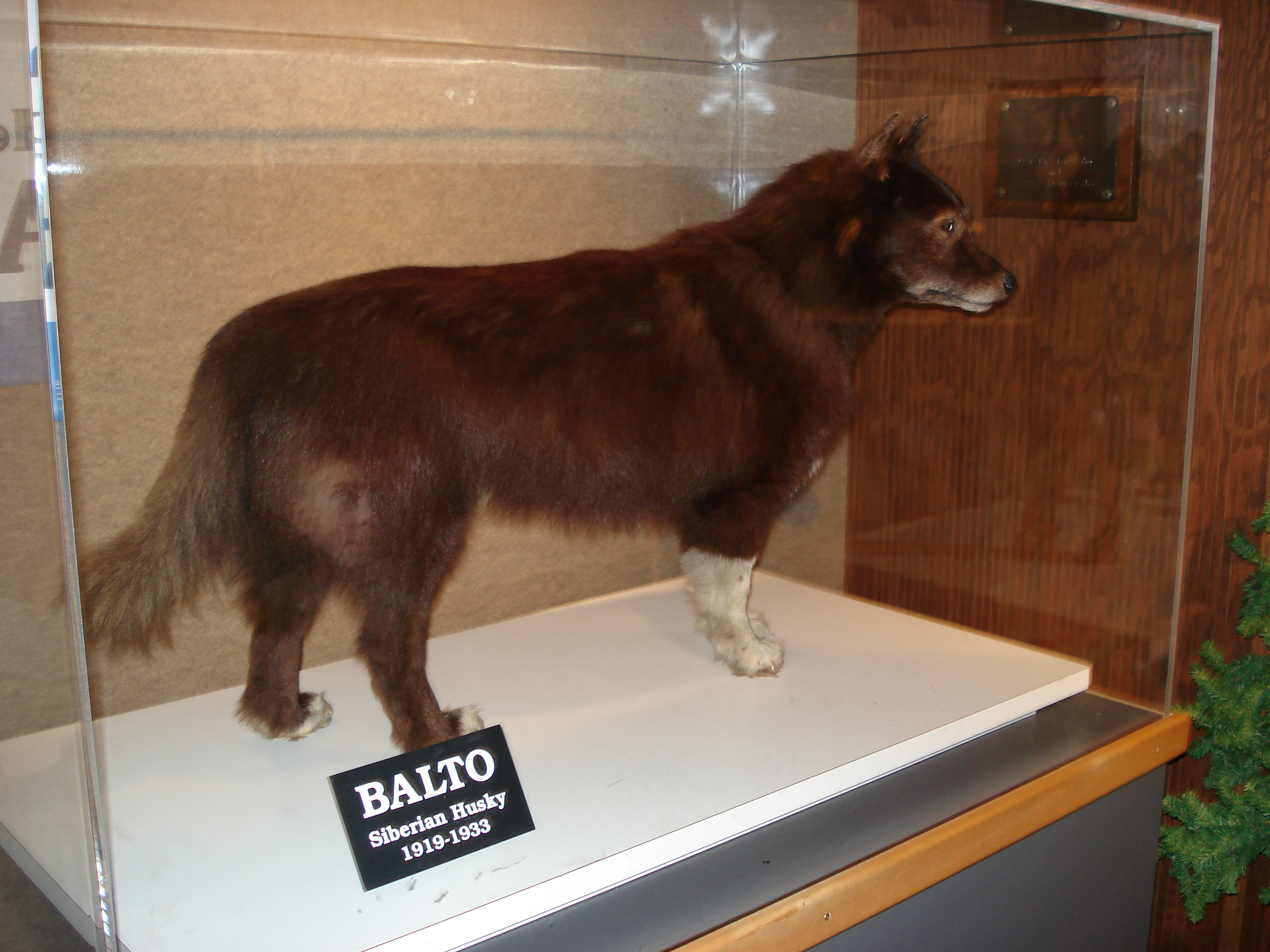
Il corpo di Balto imbalsamato nel Museo di Storia Naturale a Cleveland

## Annotazioni
Ecco una parte dal diario di Leonard Seppala, che esprime così il suo disappunto nei confronti del suo cane Balto, diventato famoso: 
Nel 1973 si iniziò a disputare una corsa chiamata Idìtarod (che si svolge regolarmente ogni anno ad aprile) per celebrare questa spedizione.
(Incisione sulla statua a New York dedicata a Balto)

## In altri media

### Film
- Balto (1995)
- Balto - Il mistero del lupo (2002)
- Balto - Sulle ali dell'avventura (2004)
- Balto e Togo - La leggenda (2020)